# Ygatimí
Ygatimú este un oraș din departamentul Canindeyú, Paraguay.